# Curé (fleuve)
Pour les articles homonymes, voir Curé (homonymie).
Le Curé est un  petit fleuve côtier qui prend sa source dans la commune de  Saint-Georges-du-Bois, dans le nord du département de la  Charente-Maritime, draine la plaine centrale de l'Aunis et la partie méridionale du Marais poitevin où son  cours est canalisé avant de  se jeter dans l'océan Atlantique dans l'anse de l'Aiguillon en face de l'île de Ré.
Son cours aval, qui est canalisé depuis la fin du XVIIIe siècle et qui a longtemps porté le nom de Grand canal d'Andilly, en fait le troisième canal avec ses 17 kilomètres de longueur en Charente-Maritime.

## Hydronyme
Le curieux hydronyme de Curé provient du nom éponyme d’un village situé à l’est du gros bourg de Saint-Georges-du-Bois. Ce village était le chef-lieu d'une commune qui fut unifiée à celle de Saint-Georges-du-Bois par une ordonnance royale pendant la Restauration en 1824.
Son lieu de source se trouvant à l’origine dans l’antique Forêt d’Argenson, il est probable que le nom du cours d’eau ait dû subir de nombreuses altérations de son orthographe au cours des siècles, ce qui fait que sa signification demeure inconnue. Cependant, étant situé dans une région très boisée à ses origines premières, peut-être le nom de ce lieu-dit est-il  en rapport avec une ancienne coudraie, lieu planté de noisetiers, et dont l’orthographe a pu subir quelques corruptions par des copistes.

## Hydrographie sommaire

### Description sommaire du cours d’eau
La longueur totale de son cours est évaluée à  45 km. L’ensemble de son bassin hydrographique le fait dépendre indirectement de celui de la Sèvre niortaise en raison de son implication étroite avec les nombreux canaux qui irriguent la partie méridionale du Marais poitevin et qui le mettent en contact avec le fleuve. De ce fait, il appartient au bassin côtier Loire-Bretagne.

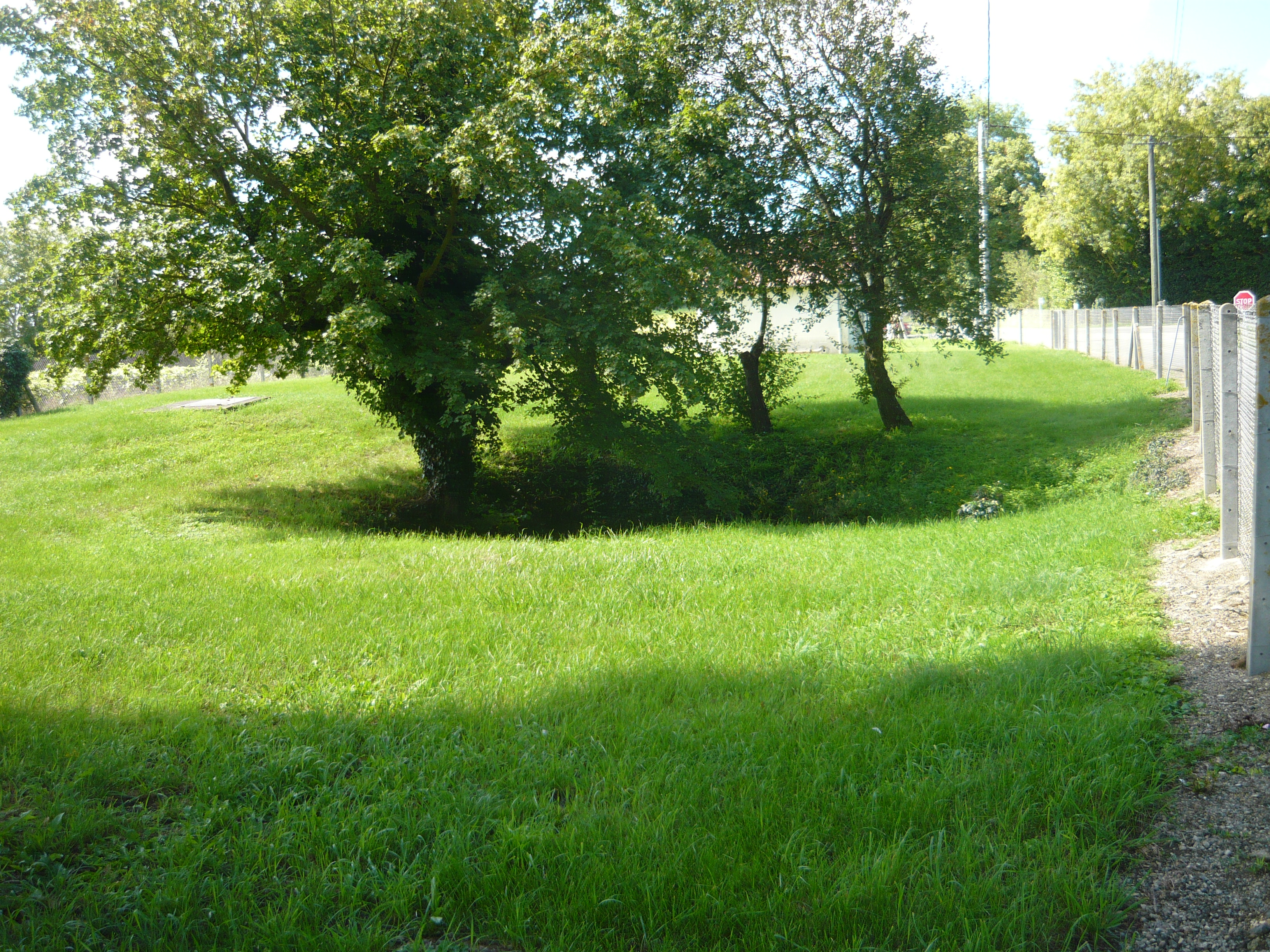
Le lieu de source du Curé est situé dans son village éponyme à l'est de la commune de Saint-Georges-du-Bois.

À l'aval du petit village d’Anais, le cours d’eau du Curé est grossi sur sa rive gauche des eaux de la petite rivière du Virson et c‘est à partir de cette confluence que son cours est canalisé. Il reçoit dès lors le nom de Canal du Curé jusqu’à son embouchure dans l’océan Atlantique. C’est également pour cette raison qu’il devient un fleuve côtier où ses eaux salées sont régulées par le système des deux écluses situées à l’amont de son cours inférieur.
Au nord-ouest du bourg d’Andilly, le Canal du Curé croise le Canal de Marans à La Rochelle où une très importante écluse nommée les Écluses d’Andilly ont été mises en place lors de l’édification du Canal de Marans à La Rochelle.

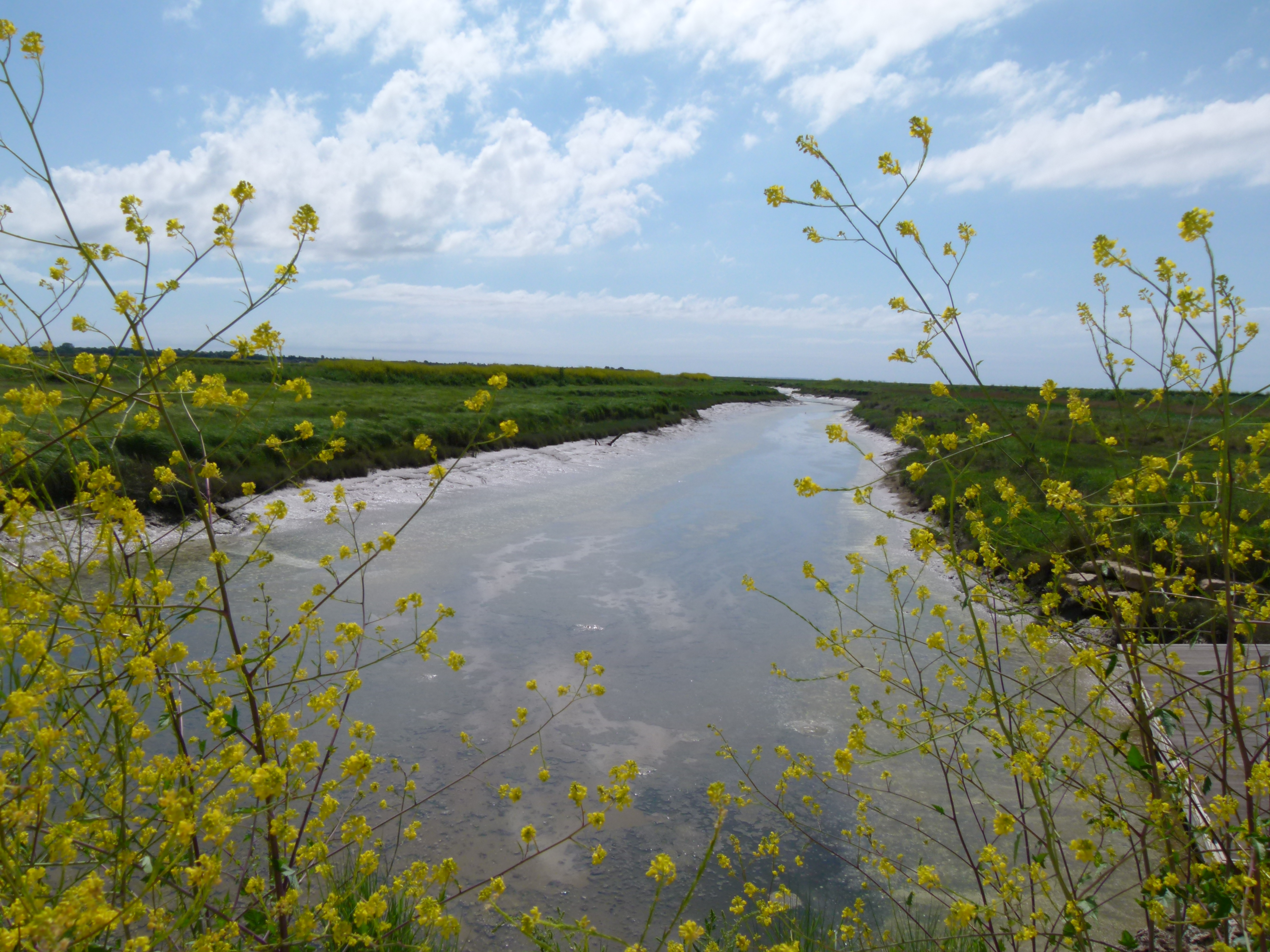
Le cours du Curé est canalisé avant son embouchure dans la baie de l'Aiguillon.

Dans la commune de Charron, juste avant son embouchure dans l'Anse de l'Aiguillon, une maison éclusière a été construite au site de confluence du Canal du Curé et du Canal de la Chaudière au lieu-dit les Portes dans la partie marécageuse et littorale du Marais poitevin appelée les Mizottes ; Mizottes des Vrillandes au nord et Mizottes des Laisses au sud que sépare le Canal du Curé.
Au site de son embouchure, le Curé débouche sur l’océan au niveau des portes à flot. Les portes à flot servent à évacuer l'eau douce tout en empêchant l'eau salée de rentrer dans les marais.

### Parcours  hydrographique du Curé

#### Source et cours supérieur du Curé
Le Curé a  entièrement son cours dans le nord du département de la  Charente-Maritime ayant sa source en terre d’Aunis dans la commune de Saint-Georges-du-Bois. Il naît dans le hameau éponyme duquel il tire son nom, à une faible hauteur évaluée à 50 mètres d'altitude, et se dirige en direction de l’ouest où il traverse le gros bourg de Saint-Georges-du-Bois, puis le village voisin de Vouhé et, ce, dans une direction est-ouest. Jusque-là, son cours a l’apparence d’un mince ruisseau qui assèche dès le printemps et, ce, jusqu’à la fin de l’automne.

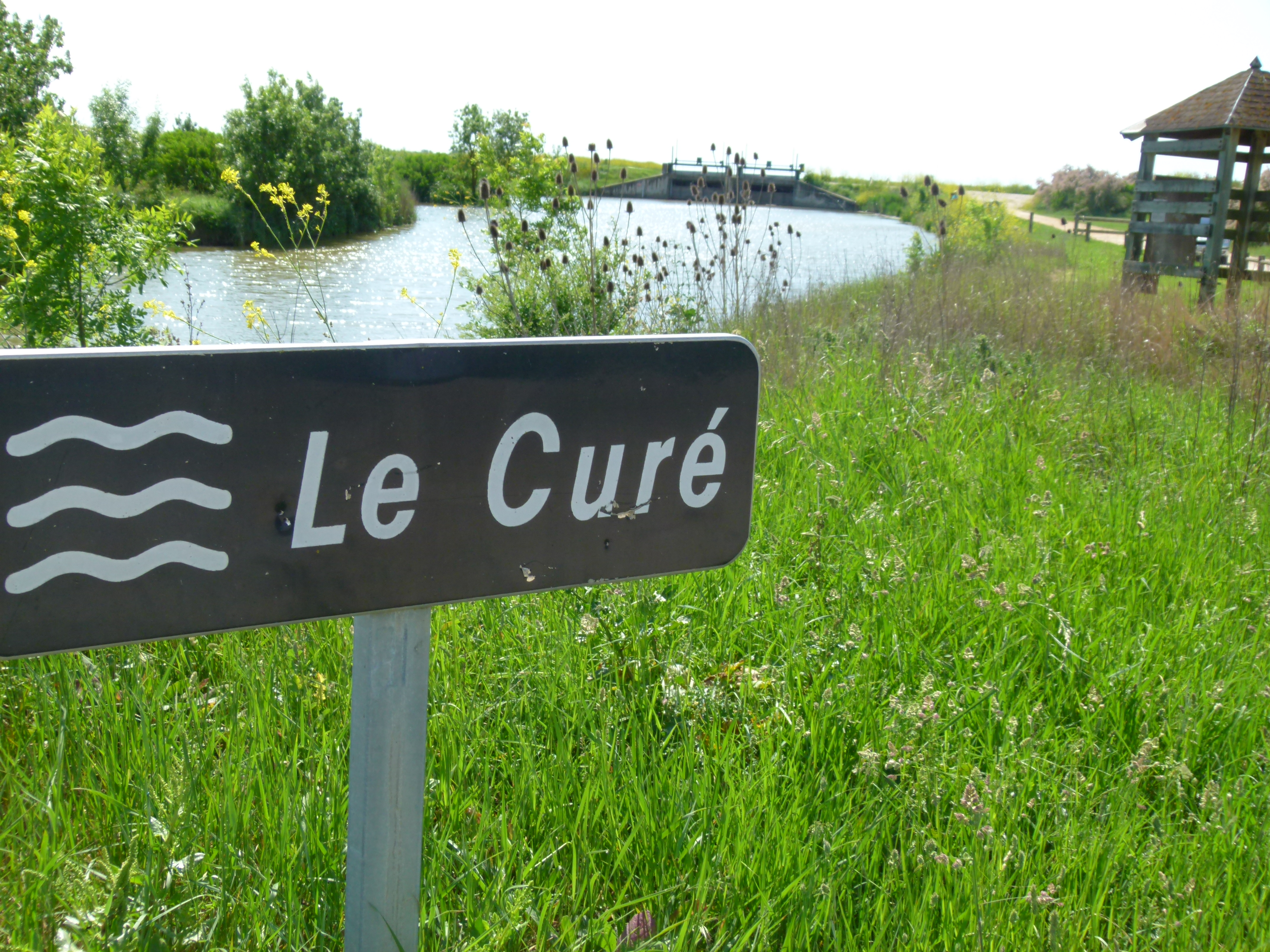
Le canal du Curé avant le site des portes à flots coule entre Esnandes et Charron.

Après le village de Vouhé, son cours prend une direction nord-ouest et commence à prendre les allures d'une rivière s'écoulant dans un vallon et étant grossi des eaux de plusieurs fontaines dont celles de Bois-Fontaine et de Chizelle et de quelques ruisseaux dont ceux de Paizeau, sur sa rive gauche, et de Saint-Bibien, sur sa rive droite. Tous ces petits émissaires sont situés dans la commune de Vouhé et le cours de la rivière se situe alors à une moyenne de 18 mètres d'altitude. Après avoir conflué avec le ruisseau de Saint-Bibien, son cours longe la partie méridionale du Bois de Benon, dépendance de la Forêt de Benon, laquelle est la plus grande forêt de l’Aunis et l’une des forêts domaniales les plus étendues de la Charente-Maritime. Ensuite, le Curé roule ses eaux au nord du village de Bouhet où commence le Marais poitevin. À cet endroit du cours, le Curé entre dans une large plaine marécageuse dont l'altitude n'est déjà plus qu'à 10 mètres. Dans les deux communes de Vouhé et de Bouhet, le débit du Curé était assez important pour alimenter  par le passé plusieurs moulins à eau dont le Moulin Godard à Vouhé et le Moulin Besson à Bouhet, lesquels ont laissé leurs traces dans la toponymie locale.
Par ailleurs, la partie supérieure du cours du Curé a fait l'objet d'une curieuse confusion géographique au XIXe siècle où une de ses branches qui va de Saint-Georges-du-Bois jusqu'à Bouhet était appelée le Bief de la Prée tandis que l'autre branche qui contourne le village de Poléon et son château du XVIIe siècle (commune de Saint-Georges-du-Bois) au nord passait pour être celle du cours principal du Curé. Cette erreur a été corrigée dans toutes les cartes géographiques modernes dont celles éditées par l'IGN et Michelin.
Après avoir drainé la commune de Bouhet, le Curé poursuit toujours sa course en direction du nord-ouest et arrose la commune voisine d’Anais dans laquelle ses eaux sont grossies sur sa rive gauche de celles du Virson. C’est alors que commence au lieu-dit le Gouffre le Canal du Curé dont l'altitude n'est plus que de deux mètres. Le cours canalisé du Curé débute au nord-ouest du village d’Anais qui est édifié sur une petite colline peu élevée, d’une hauteur de 13 mètres, laquelle est enserrée par des marais (Marais de Fraise au sud, Marais de la Conche au nord, Communal d’Anais au nord-ouest).

#### Le Canal du Curé
Le cours du Curé qui est canalisé au point de confluence avec le Virson reçoit plus en amont et sur sa rive droite les eaux de la  Roulière elle-même grossie du « Ruisseau de l 'Abbaye », ruisseau qui arrose les communes de Benon et du Gué-d'Alleré d'amont en aval. À cet endroit précis, situé dans la commune d’Angliers, se trouve le site de l’ancien Port-Bertrand qui fut du Moyen Âge jusqu’au début du XIXe siècle un lieu important pour le passage des habitants et des marchandises. En hiver, le franchissement du canal se faisait par bac tandis qu’en été, il se faisait à gué.

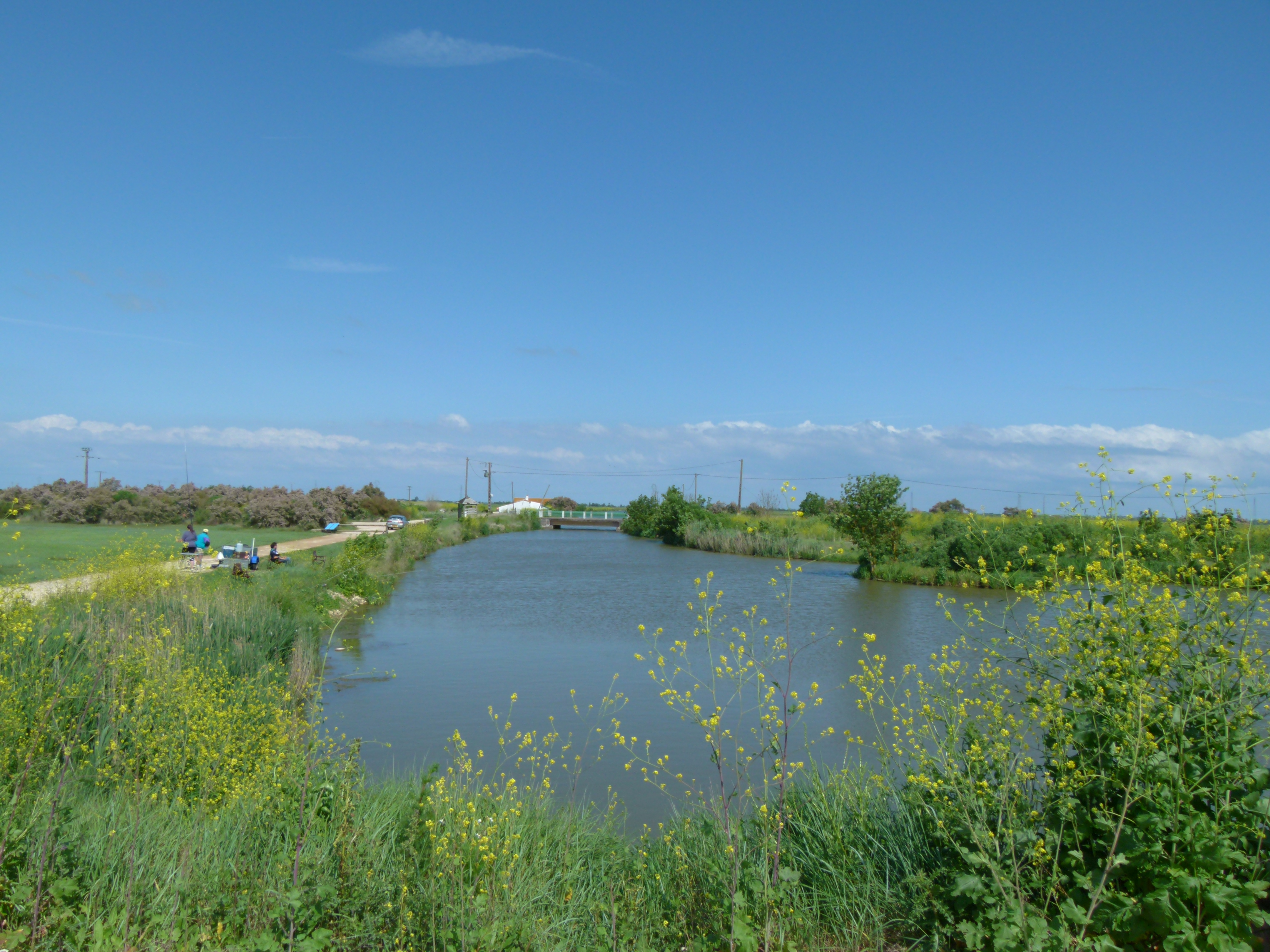
Le canal du Curé avec au fond la maison éclusière et le pont de la route d'Esnandes à Charron.

Après Angliers, le canal du Curé passe très près du village de Nuaillé-d'Aunis qui se trouve sur sa rive droite, puis entre dans la commune de Longèves et prend alors une direction ouest dès son entrée dans la vaste commune d’Andilly, celle-ci correspondant à l'avant-dernière commune traversée par son cours avant de rejoindre l’océan dans la commune de Charron.

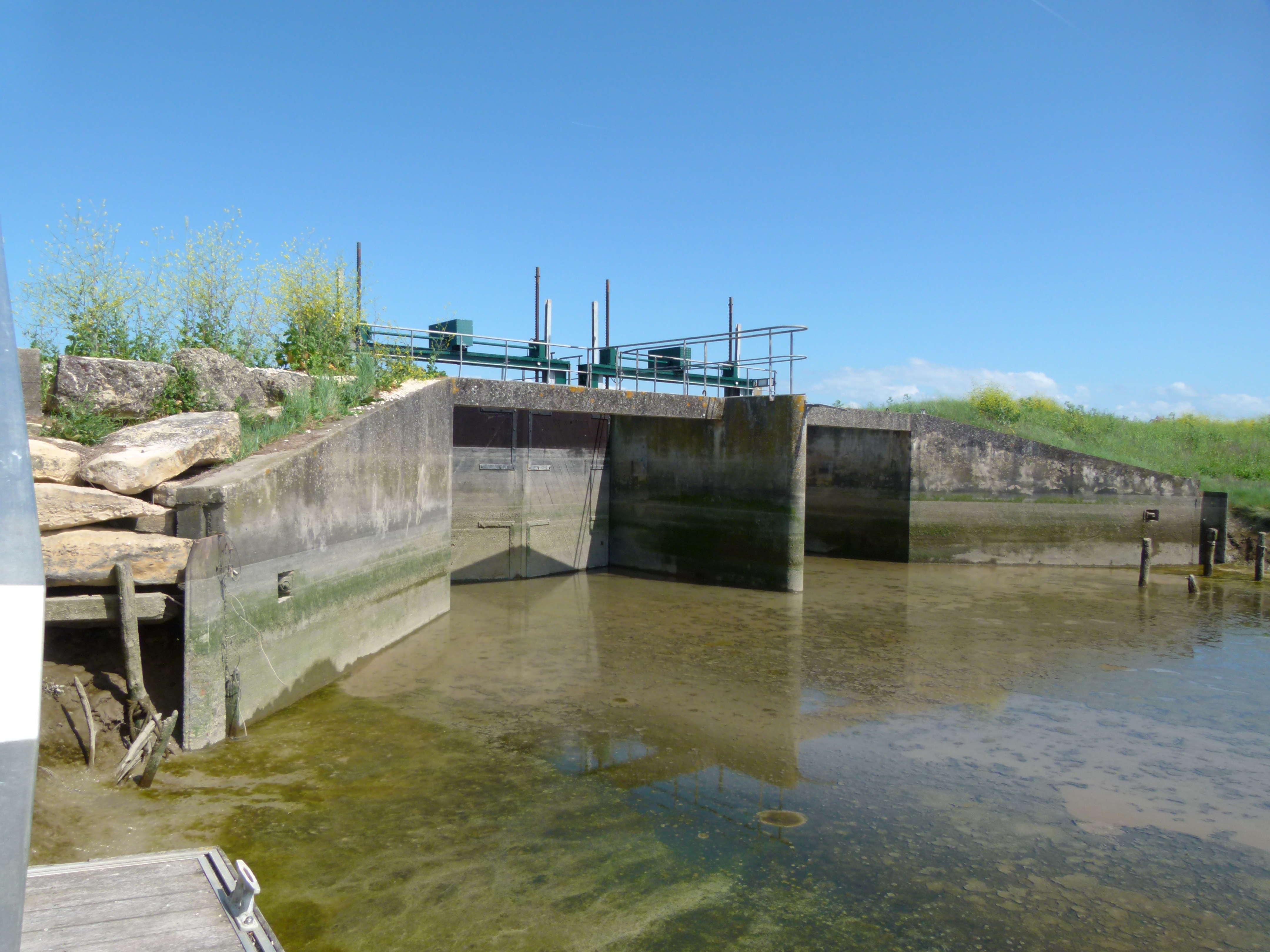
Les portes à flots du canal du Curé.

C’est dans la commune d’Andilly que le Curé a connu d’importants aménagements entrepris vers la fin du XVIIIe siècle où, de 1773 à 1791, son cours est régulé et canalisé. La construction de la Bonde du Curé qui s’est étalée de 1774 à 1791 a permis de réguler les eaux de ce petit fleuve côtier qui débordaient chaque hiver et inondaient régulièrement un vaste terrain marécageux appelé Les Mares de Sérigny. C'est notamment par l'intendant Guéau de Reverseaux que s'achevèrent le chantier de construction du canal et les travaux de dessèchement du marais. Le canal qui fut creusé à cette époque pour le dessèchement du marais s’étirait sur une longueur totale de 17 km en partant de la commune voisine de Longèves. Il porta jusqu’au XXe siècle, et même jusqu'à la fin des années 1950, le nom de Grand Canal d’Andilly avant d'être dénommé du nom actuel de Canal du Curé.
Il s'agit de par sa longueur du troisième canal de Charente-Maritime, se classant après le canal de la Charente à la Seudre et le canal de Marans à La Rochelle.
Dans la seconde moitié du XIXe siècle, les eaux du Canal du Curé croisèrent celles du Canal de Marans à La Rochelle et nécessitèrent la construction d’importantes écluses, appelées les Écluses d’Andilly. Elles sont situées au nord du bourg d’Andilly.

#### Les onze communes traversées (de la source à l'embouchure)
Ce petit fleuve côtier traverse en tout onze communes toutes situées dans le nord de la Charente-Maritime et formant un bassin hydrographique d'environ 250 km2. Parmi celles-ci, trois sont localisées dans l'arrondissement de Rochefort, partie géographique qui correspond à la partie supérieure de ce cours d'eau tandis que les huit autres communes, toutes situées dans l'arrondissement de La Rochelle, sont parcourues par le cours inférieur du fleuve qui prend ici le nom de canal du Curé.
- Arrondissement de Rochefort
  - Canton de Surgères
    - Saint-Georges-du-Bois (lieu de source)
    - Vouhé

  - Canton d'Aigrefeuille-d'Aunis
    - Bouhet
- Arrondissement de La Rochelle
  - Canton de La Jarrie
    - Anais (début du canal du Curé)

  - Canton de Courçon
    - Le Gué-d'Alleré (le canal sert de limite communale)
    - Angliers
    - Saint-Sauveur-d'Aunis (sur une faible portion communale)
    - Nuaillé-d'Aunis

  - Canton de Marans
    - Longèves
    - Andilly (site des Écluses d'Andilly, écluses de croisement avec le canal de Marans à La Rochelle)
    - Charron (site de l'embouchure dans l'océan).

### Principaux affluents
Rive droite :
- Ruisseau le Saint-Bibien, 10 km
- Roulière, 10 km

Rive gauche :
- Virson, 10 km